# Huma Qureshi

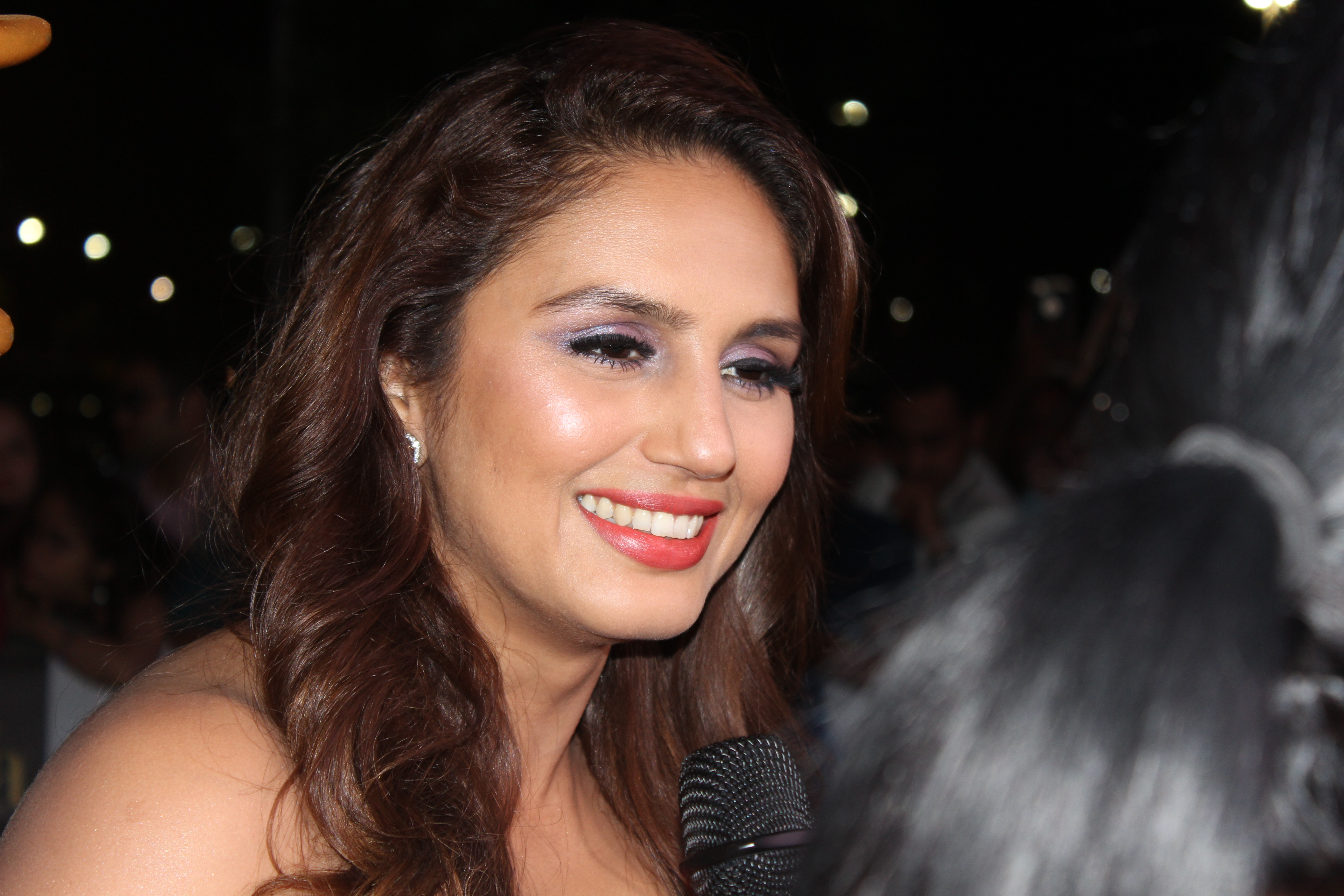
Huma Qureshi 2017

Huma Qureshi (* 28. Juli 1986 in Delhi) ist eine indische Schauspielerin, die überwiegend in Hindi-Filmen arbeitet. Sie wurde zweimal für den Filmfare Award nominiert und gehört zu den vielversprechendsten Neuzugängen des indischen Kinos.

## Leben
Huma Qureshi wurde in eine muslimische Familie hineingeboren. Sie hat drei Brüder: Naeem Qureshi, Haseen Qureshi und Saqib Saleem. Letzterer ist seit 2011 ebenfalls als Schauspieler tätig. Ihr Vater Saleem Qureshi besitzt ein Restaurant namens Saleem's; ihre Mutter Ameena Qureshi, die aus Kaschmir stammt, ist Hausfrau. 
Nachdem Qureshi an der Universität von Delhi einen Abschluss in Geschichte gemacht hatte, begann sie eine Karriere als Model und im Theater. Im Jahr 2008 zog sie nach Mumbai, da ihr eine Rolle in dem Film Junction angeboten worden war, der dann aber nicht zustande kam. Sie unterzeichnete stattdessen einen zweijährigen Vertrag mit Hindustan Unilever für Fernsehwerbungen. Während der Dreharbeiten für eine Samsung-Werbung erkannte der Regisseur Anurag Kashyap ihr Talent und bot ihr die Rolle der Mohsin in seinem zweiteiligen Kriminaldrama Gangs of Wasseypur (2012) an. Ihre Darbietung brachte ihr mehrere Nominierungen ein, darunter zwei Filmfare-Nominierungen in den Kategorien „Beste Nebendarstellerin“ und „Bestes Debüt, weiblich“. Im selben Jahr spielte Qureshi in der romantischen Komödie Luv Shuv Tey Chicken Khurana. In dem Horrorthriller Ek Thi Daayan (2013) verkörperte sie neben Emraan Hashmi eine Hexe; für ihre Darbietung bekam sie viel Lob von den Kritikern. Ihr einziger Film, der 2014 in die Kinos kam, war die romantische Komödie Dedh Ishqiya, eine Fortsetzung von Ishqiya, in dem Vidya Balan die Hauptrolle gespielt hatte. In der Fortsetzung ist Qureshi neben Madhuri Dixit, Naseeruddin Shah und Arshad Warsi zu sehen. Im Jahr 2015 spielte Qureshi in dem Thriller Badlapur (u. a. mit Varun Dhawan und Nawazuddin Siddiqui) die Nebenrolle einer Prostituierten. Auch in dem 2017 gedrehten Historienfilm Der Stern von Indien erhielt sie eine wichtige Nebenrolle.

## Filmografie (Auswahl)
- 2012: Gangs of Wasseypur (Gangs of वासेपुर)
- 2012: Trishna (Gastauftritt im Lied "Maintenance")
- 2012: Nichts geht über Chicken Khurana (Luv Shuv Tey Chicken Khurana)
- 2013: Ek Thi Daayan
- 2013: Shorts
- 2013: D-Day
- 2014: Dedh Ishqiya
- 2015: Badlapur
- 2015: Highway
- 2015: X: Past Is Present
- 2016: White
- 2017: Jolly LLB 2
- 2017: Der Stern von Indien (Viceroy’s House)
- 2018: Kaala
- 2021: Army of the Dead